# Epoxidación de Sharpless
La epoxidación de Sharpless, llamada así en honor del químico estadounidense K. Barry Sharpless, es una reacción química enantioselectiva utilizada para preparar 1,3-epoxialcoholes a partir de alcoholes alílicos primarios y secundarios. La estereoquímica del epóxido resultante está determinada por el diastereómero de dietil tartrato utilizado en la reacción. Esta reacción proporciona buenos rendimientos y diastereoselectividad en un amplio rango de sustratos.
El agente oxidante es el tert-butil hidroperóxido, mientras que la enantioselectividad está garantizada por el catalizador formado a partir del tetraisopropóxido de titanio y el dietil tartrato. Sólo se necesitan entre 5 y 10 mol% del catalizador en presencia de un tamiz molecular de 3Å.
Los epóxidos resultantes pueden ser fácilmente transformados en dialcoholes, aminoalcoholes o éteres, por lo que la formación de epóxidos quirales es un paso fundamental en la síntesis de productos naturales y de medicamentos. Esta reacción fue clave para la consecución del premio Nobel de química de 2001 otorgado a K. Barry Sharpless, junto a William S. Knowles y Ryoji Noyori.
Después de la reacción original, se han publicada numerosas revisiones. El grupo de Sharpless ha investigado tanto el mecanismo de la catálisis como la cinética de la reacción.